# Azaras aguti
Azaras aguti (Dasyprocta azarae) är en art i däggdjursordningen gnagare som tillhör släktet agutier och lever i de östra delarna av centrala Sydamerika.

## Kännetecken
Azaras aguti är som andra agutier en stor gnagare med slank kroppsbyggnad. Kroppslängden för ett fullvuxet djur är cirka 50 centimeter och vikten är omkring 3 kilogram. Öronen är små, rundade och något utstående. Svansen är kort med en längd på cirka 2,5 centimeter. Djuret har en tät päls av mellanbruna till gulbruna hår, med undantag för buken som är ljusare gulaktig till gulvit.

## Utbredning
Azaras aguti förekommer i de östra delarna av centrala och södra Brasilien, i östra Paraguay och i provinsen Misiones i Argentina. Inga säkra uppgifter finns om storleken på populationen för arten som helhet, men i många områden jagar människor djuret för dess kött och populationstrenden för arten tros vara nedåtgående.

## Levnadssätt
Azaras aguti lever i regnskogar och på gräsmarker. Djuren är dagaktiva och deras föda består av frön, frukter och andra växtdelar. Om djuren känner sig hotade har de som alarmsignal ett skällande läte.